# Altes Badehaus (Bad Wörishofen)

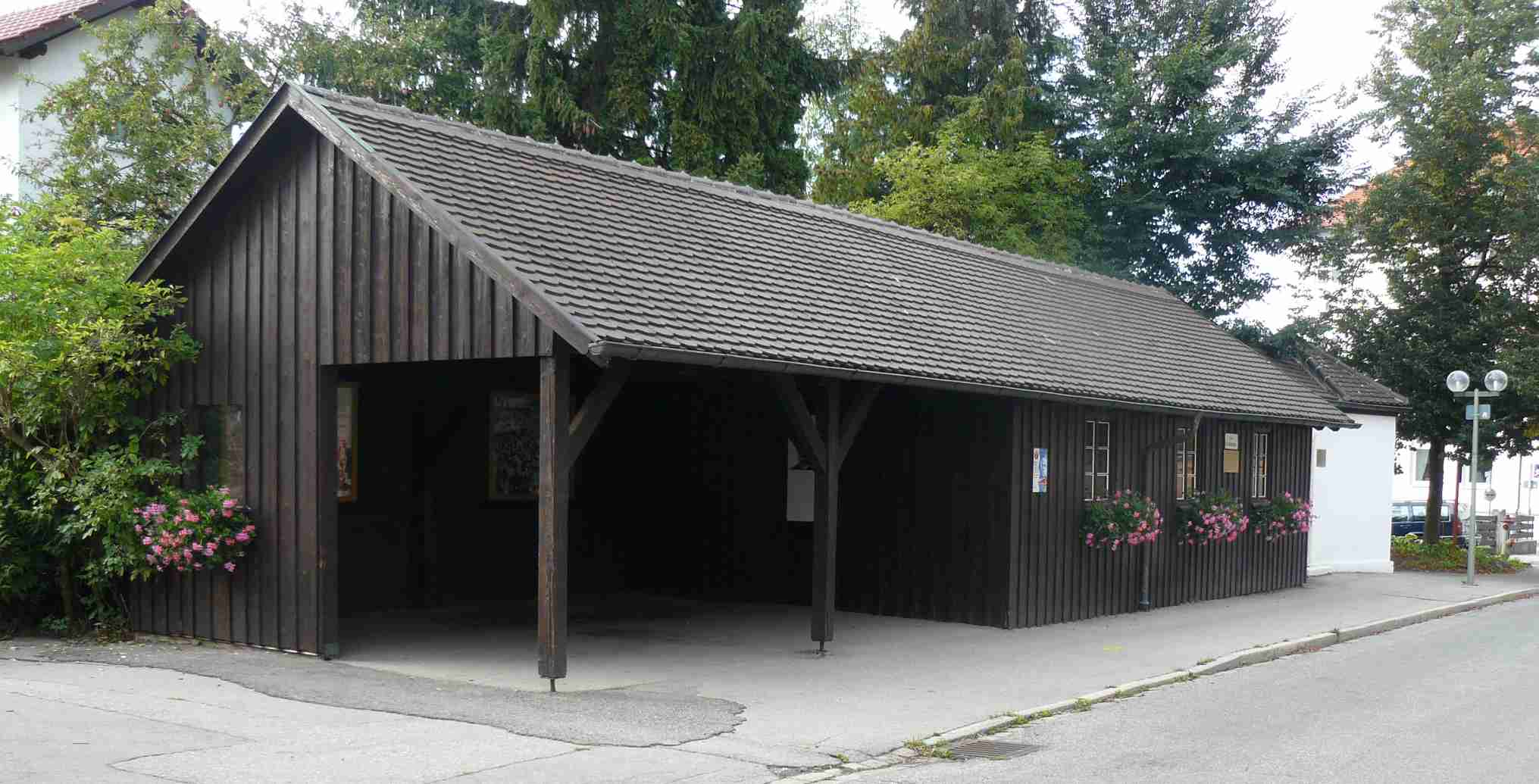
Altes Badehaus in Bad Wörishofen

Das Alte Badehaus in Bad Wörishofen, einer Stadt im Landkreis Unterallgäu (Bayern), wurde 1888 von Ludwig Geromiller errichtet. Es ist als bescheidener Bau im Typ einer Holzbaracke ausgeführt. Ursprünglich diente das Gebäude an der Promenadenstraße 2 als Männerbad. Das Damenbad befand sich östlich davon.
Das schlichte Gebäude ist außen und innen mit Brettern verschalt. Die südöstliche Ecke ist offen und bildet einen überdachten Platz mit Ständern. Im Jahr 1971 wurde der originale Zustand des Gebäudes wiederhergestellt. An der nördlichen Schmalseite des Gebäudes wurde im gleichen Jahr eine Nachbildung des historischen Badehäuschens von Sebastian Kneipp von 1890 errichtet. Das denkmalgeschützte Alte Badehaus ist mit einem Satteldach gedeckt.